# Jan Stanisław Skorupski

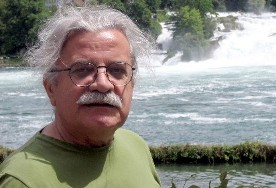
Skorupski przy wodospadzie Renu

Jan Stanisław Skorupski (ur. 18 lipca 1938 w Łoszniowie na Podolu) – polski poeta i eseista, redaktor radiowych i telewizyjnych audycji literackich.
Debiutował w 1956 roku rysunkowym poematem "Cisza". Od 1968 roku w Staromiejskim Domu Kultury przy Rynku Starego Miasta 2 w Warszawie organizował Biesiady Żeglujących Bardów, co dało początek wielotysięcznemu ruchowi szantowemu w Polsce. W 1972 roku był komandorem rejsu Dunajem, propagującego ekologię pod hasłem "Ochrona naturalnego środowiska człowieka - nakazem chwili", zwieńczonego wystawą fotograficzną Jerzego Szkutnickiego, opiekuna naukowego rejsu, na otwarcie nowej siedziby Węgierskiego Instytutu Kultury w Warszawie.
Powstała książka "Dunajskie konfrontacje". Jest autorem przewodników po Starym Mieście Warszawy.
Od 1981 roku opiekował się galerią polskiej sztuki współczesnej ("sztuka polska") w Berlinie Zachodnim, uczestnicząc w wielu wystawach i targach sztuki w Europie, między innymi w documenta 8 w Kassel w 1987 roku z międzynarodową grupą artystów "nula horo".
Autor książki o przełomie 1989, tłumaczonej w części na 14 języków ("...zrozumieć Polaków", "Polski czyściec" itd. - kolejne wydania miały różne tytuły), autor esejów o przemianach w Europie (np. w języku niemieckim "Europa - autonom oder universell?"); autor cyklu sonetów SONETADA, 8784 sonety w języku polskim i esperanto (nie są to tłumaczenia z jednego języka na drugi). Autor licznych innych cyklów sonetowych i sonetoidów, ballad i pieśni oraz koncertów poetyckich, utrwalonych w książkach i albumach płytowych (po polsku, po niemiecku i w esperanto z akompaniamentem fortepianowym Witolda Czajkowskiego).
Mieszka w Zurychu i w Wenecji, kiedyś mieszkał na Starym Mieście w Warszawie, we wsi Księżyce na Dolnym Śląsku, w Raciborzu, w Brzegu, w Turoszowie oraz w Berlinie, w Paryżu i w Wiedniu.